# 卡尔拉拜勒
卡尔拉拜尔（法語：Carla-Bayle）是法国阿列日省的一个市镇，属于帕米耶区（Pamiers）勒福萨县（Le Fossat）。该市镇2009年时的人口为780人。

## 人口
卡尔拉拜尔人口变化图示
| 数据来源：INSEE |